# Pagode de Shwezigon

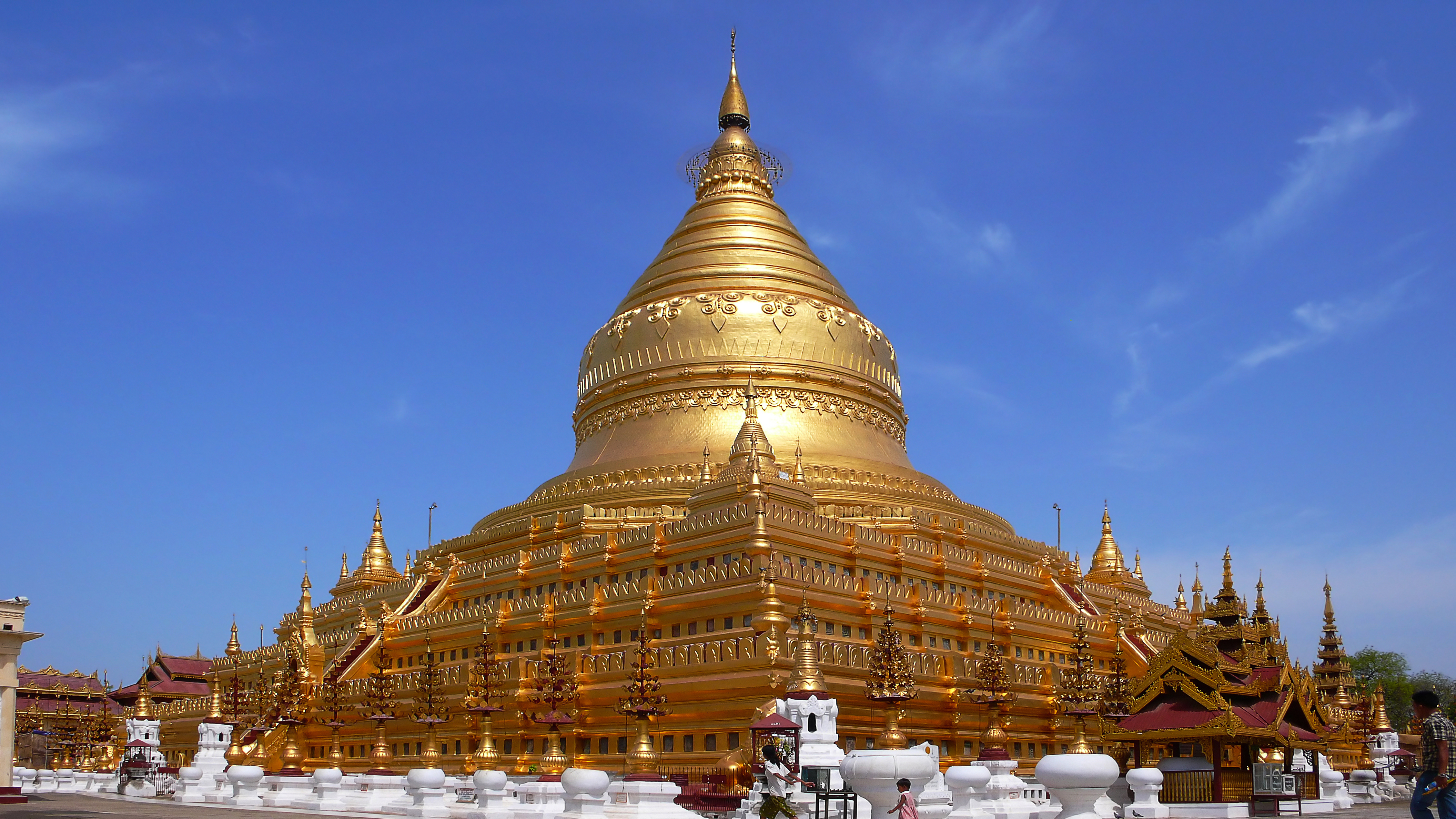
Pagode Shwezigon

O pagode de Shwezigon ou Shwezigon Paya é um templo budista localizado em Nyaung-U, uma cidade nas proximidades de Pagã, em Mianmar. Consiste em uma estupa circular dourada cercada por templos e santuários menores. A construção do templo começou durante o reinado do Rei Anawrahta e foi concluída em 1102, durante o reinado do rei Kyanzittha do Reino de Pagã. Segundo a lenda, contem um osso e um dente de Sidarta Gautama.
Dentro do complexo, um pilar de pedra possui diversas inscrições na língua mom dedicadas ao rei Kyanzittha.
Nos quatro pontos cardeais do complexo existem 4 santuários menores, cada um deles com uma escultura de bronze de 4 metros do Buda. Estas imagens são as mais antigas estátuas em bronze ainda encontradas em Pagã.

## Galeria de imagens

Pagode de Shwezigon
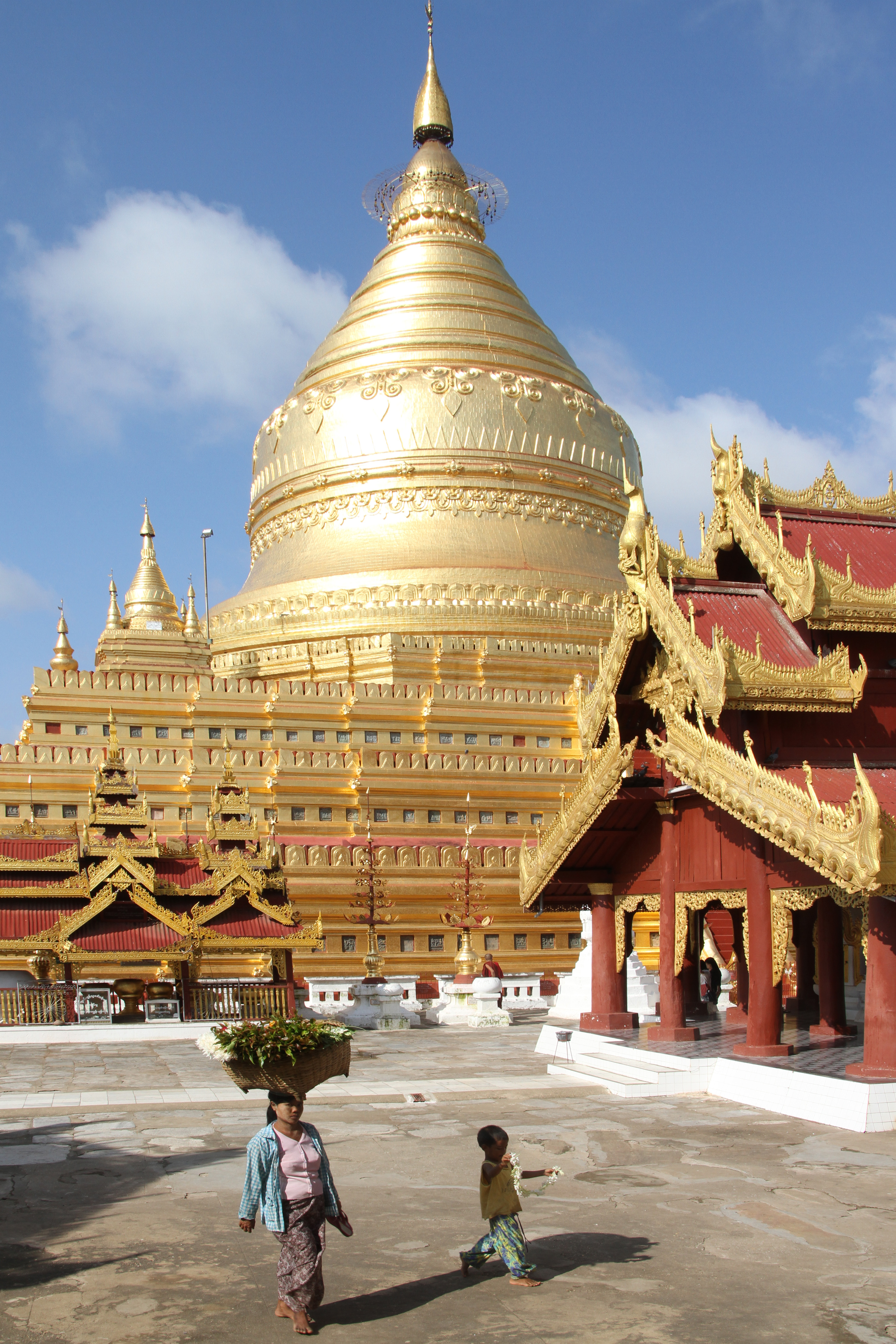
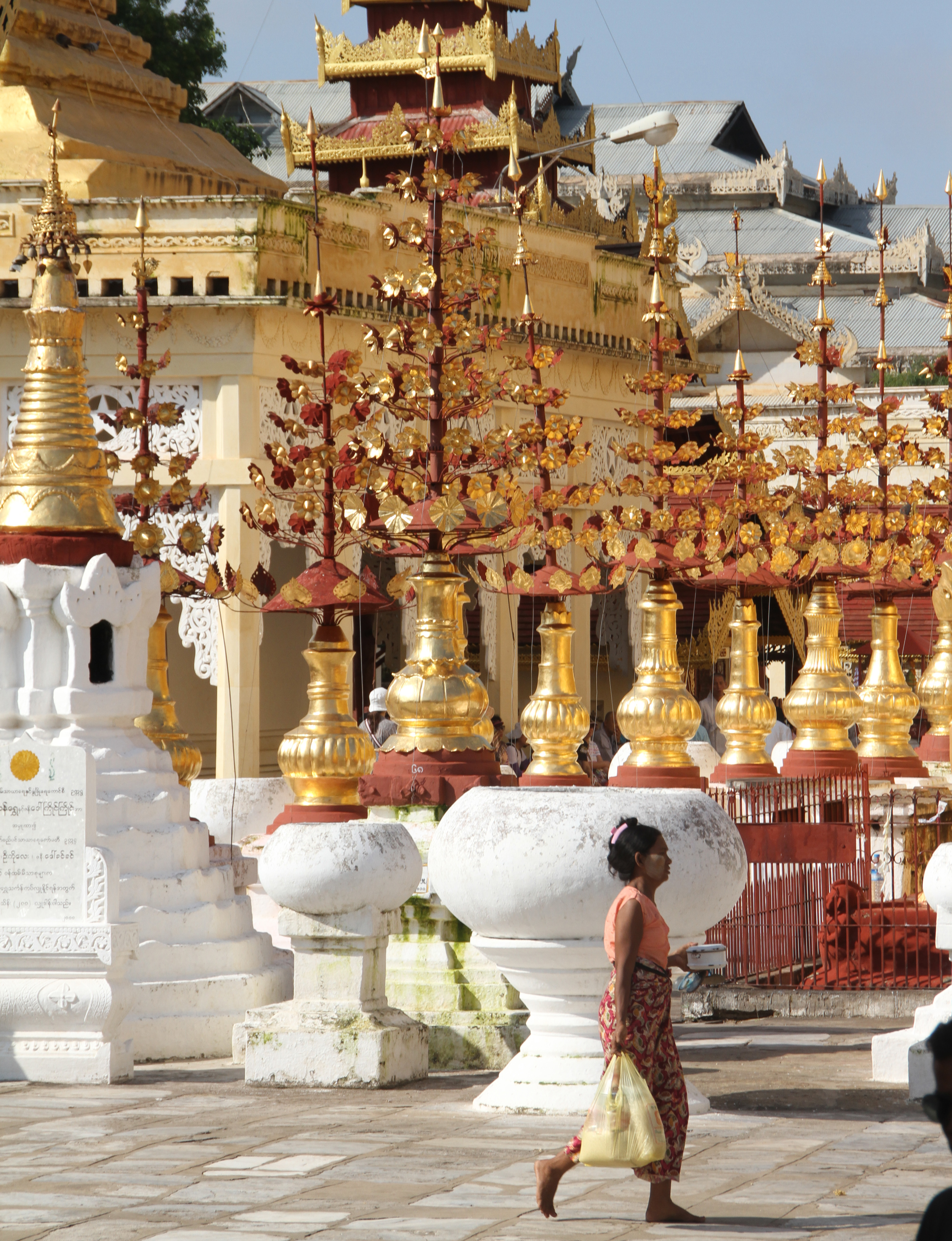
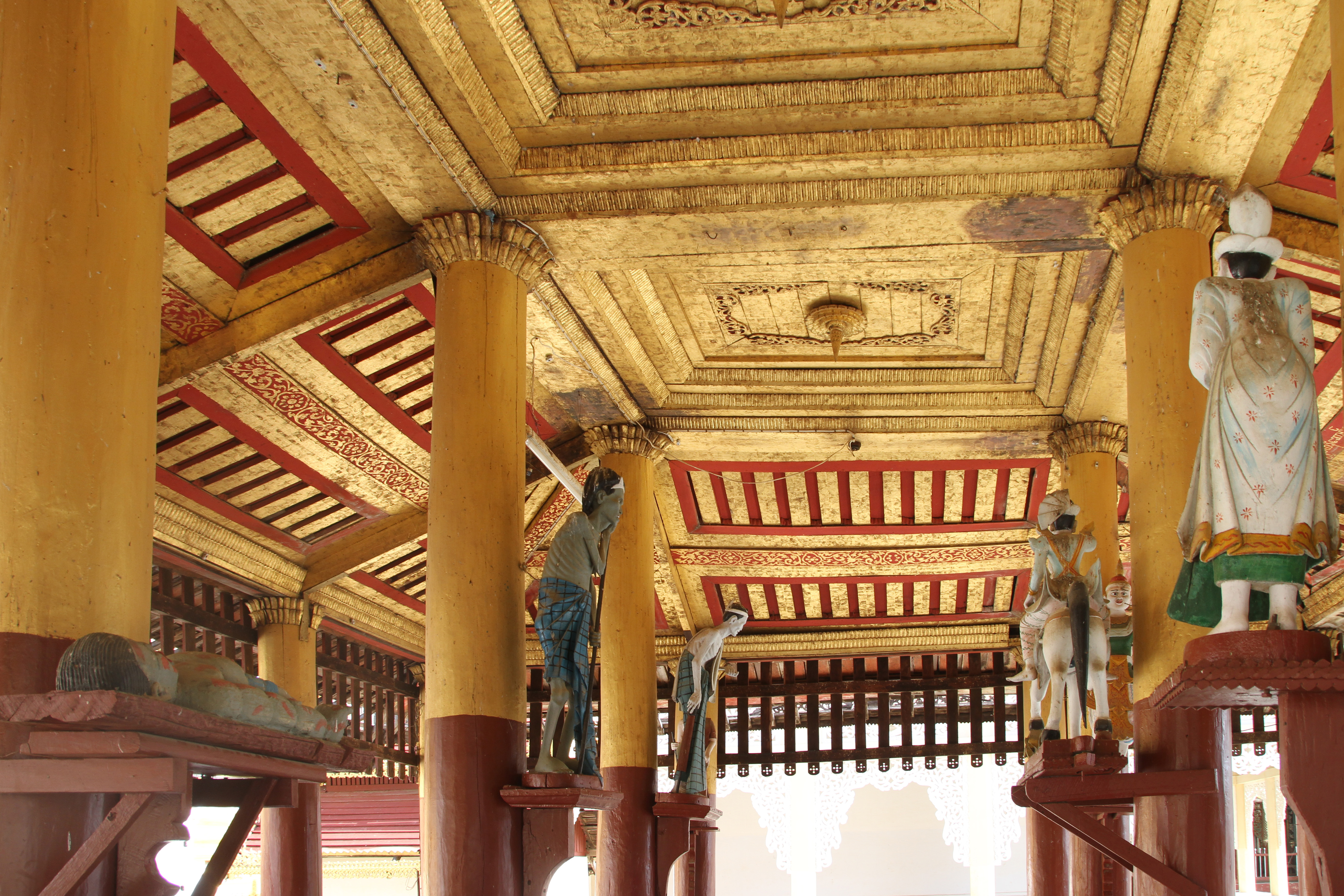
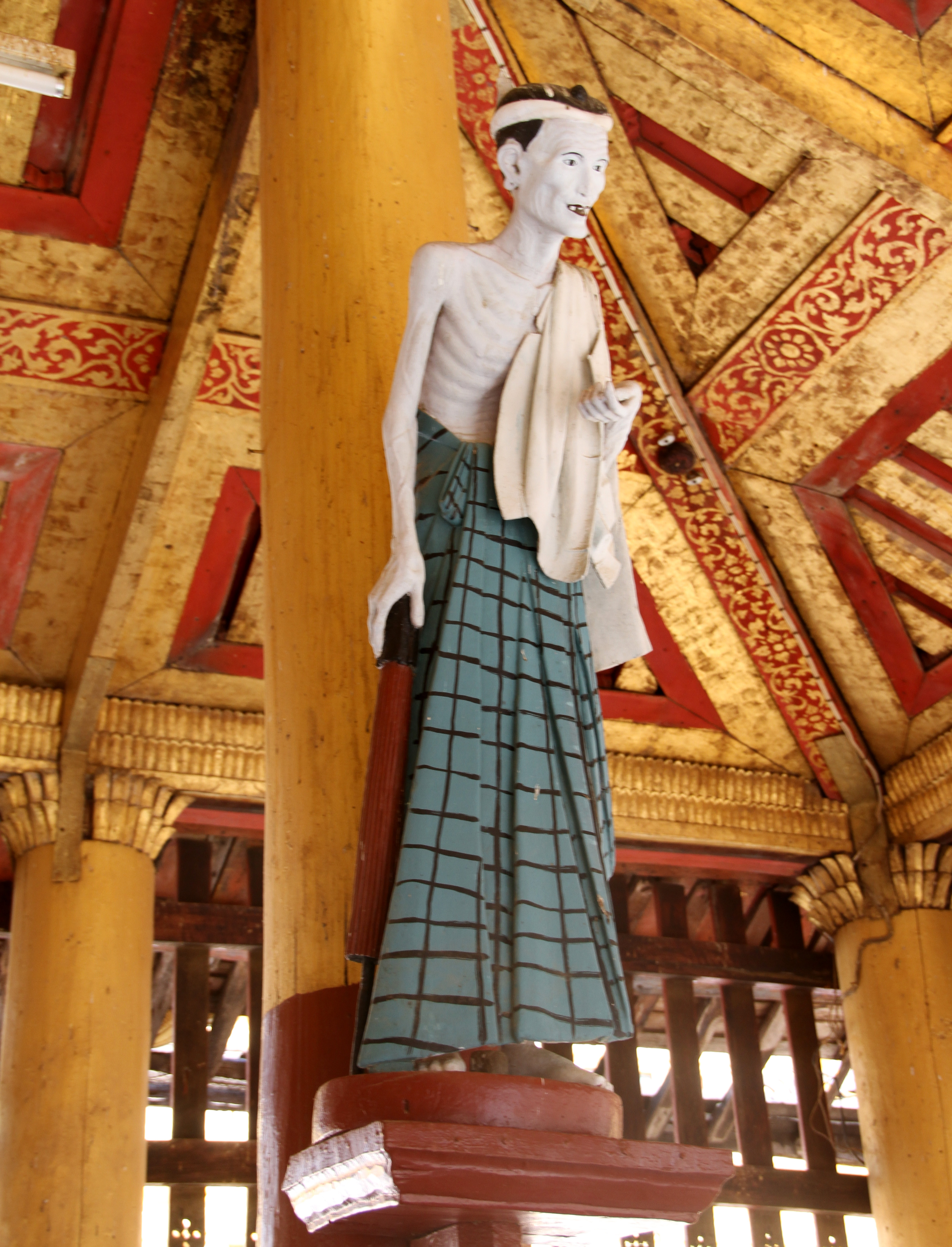
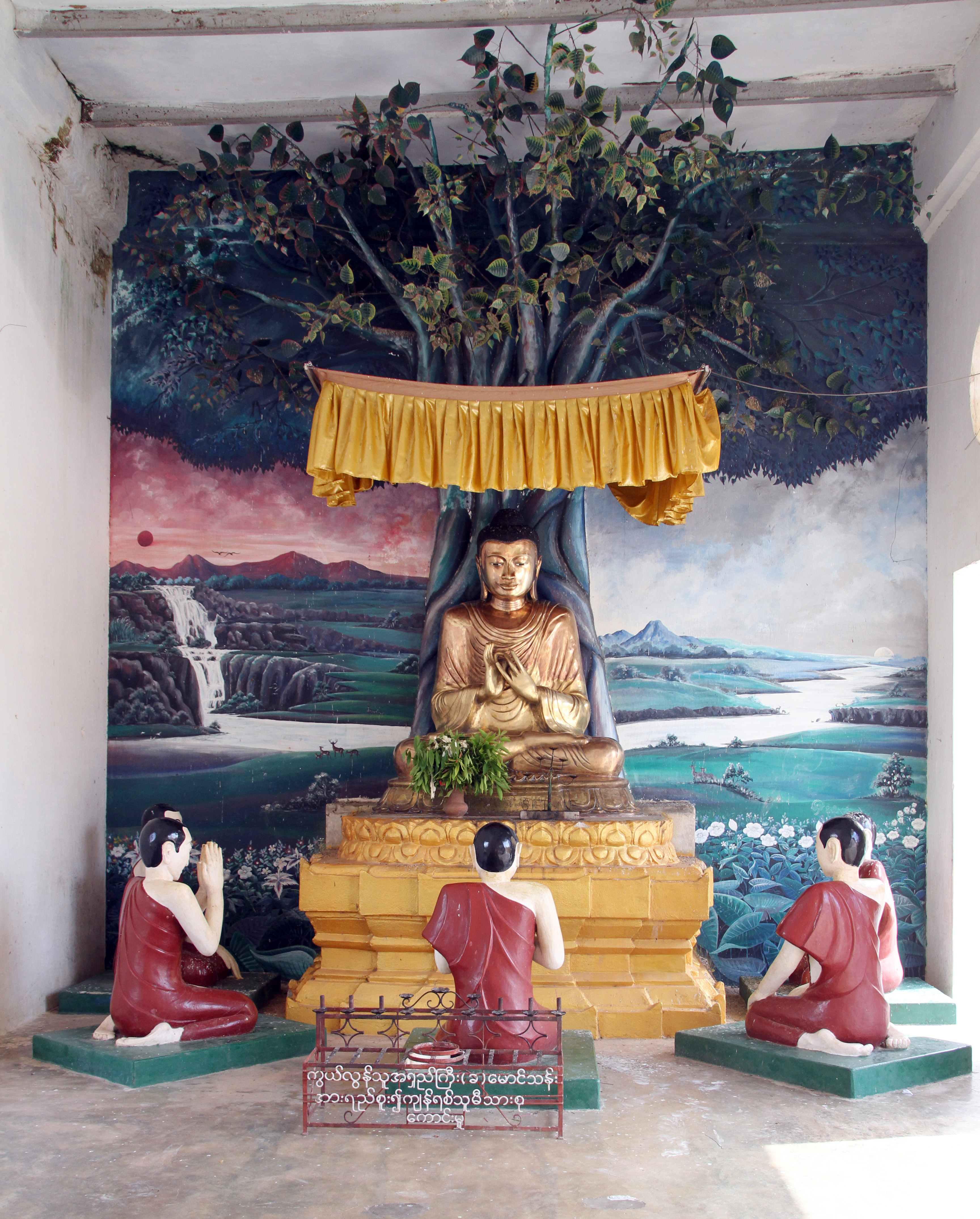
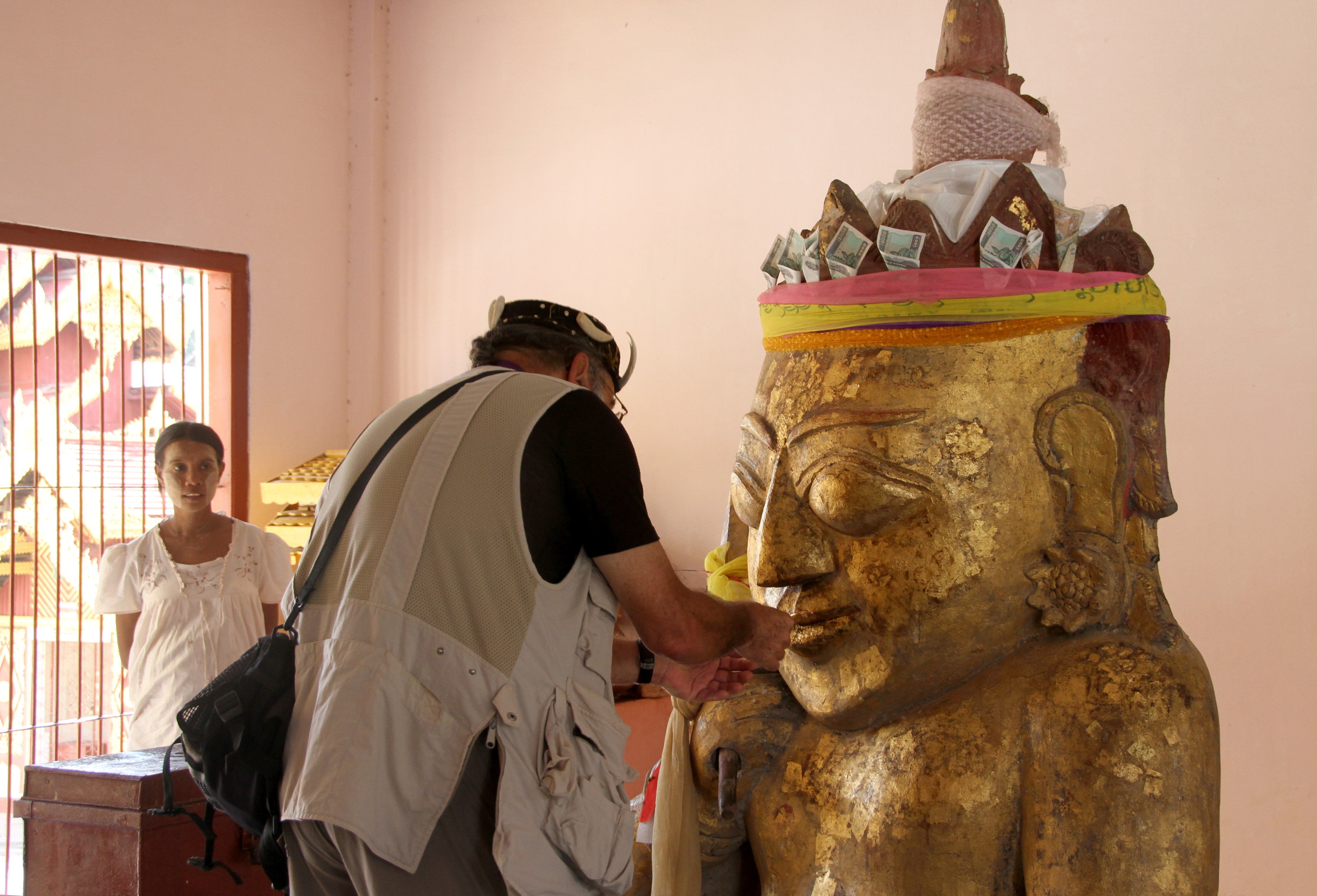
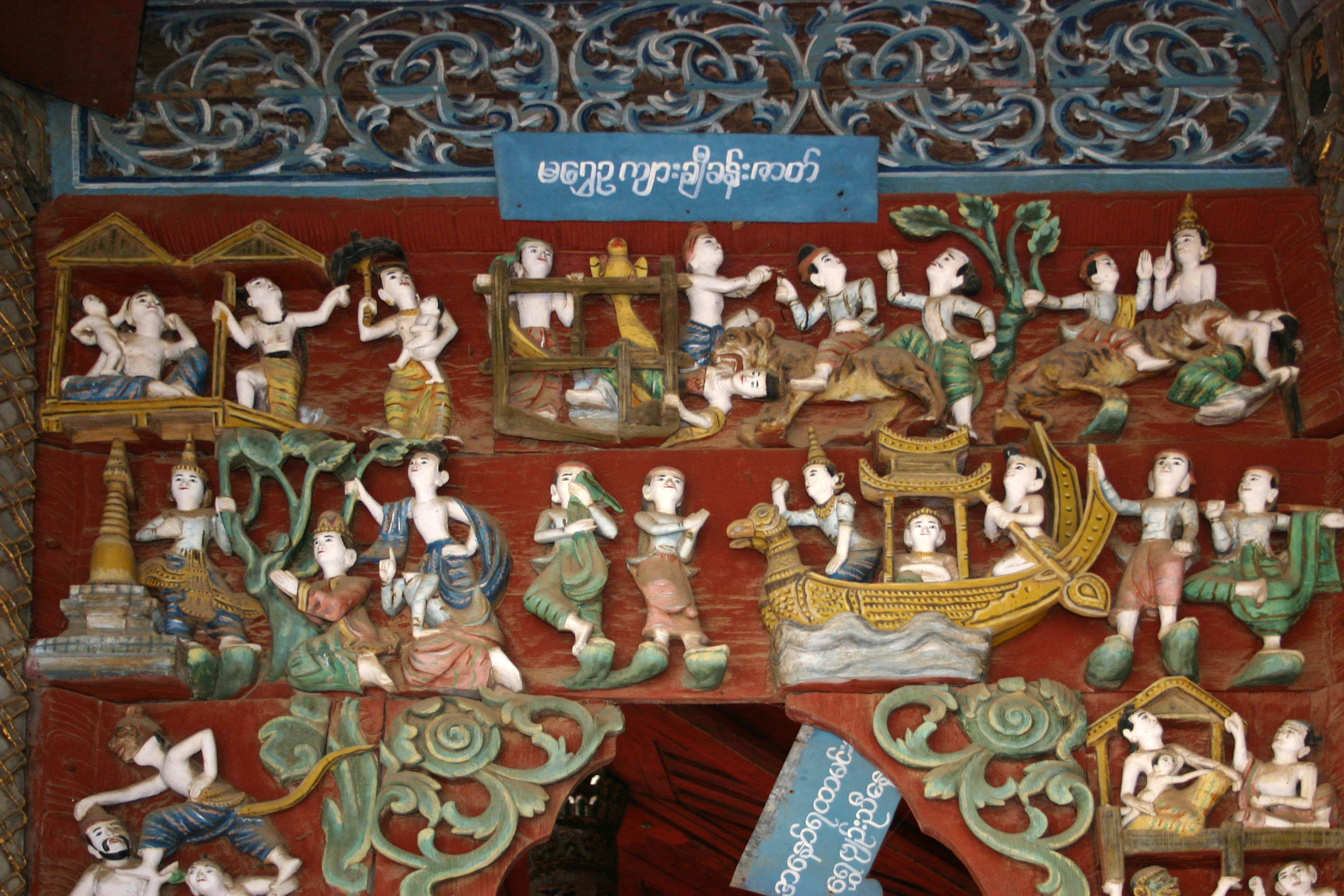
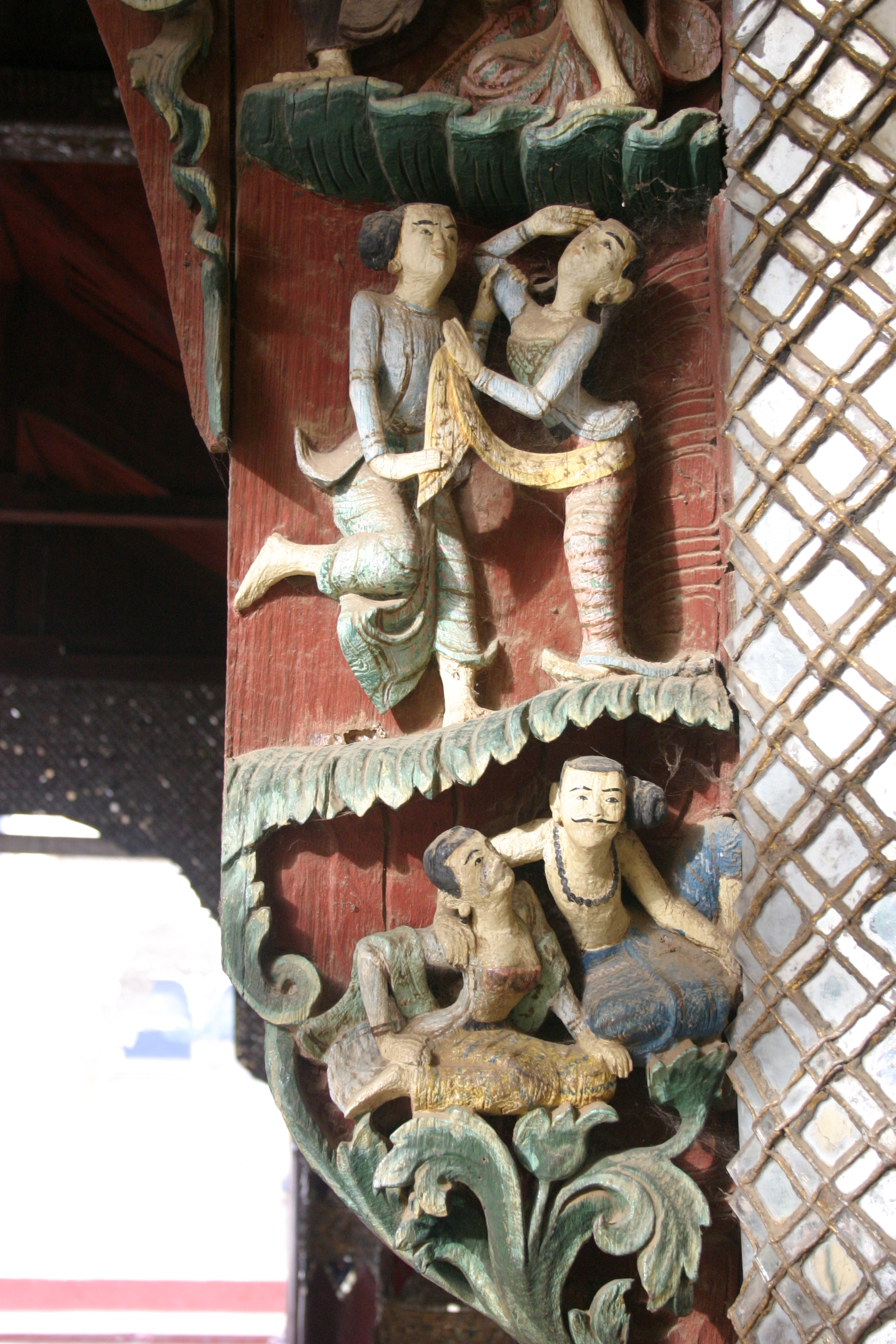